# Smithfield (Utah)
Smithfield ist eine Stadt im Cache County. Das U.S. Census Bureau hat bei der Volkszählung 2020 eine Einwohnerzahl von 13.571 ermittelt.
Smithfield liegt 11 km nördlich von Logan (Utah).

## Geschichte
Der Ort wurde 1857 gegründet an einer Stelle namens Summit Creek. Bald danach wurde eine religiöse Führungsperson gewählt. Nach diesem Mann namens Smith wurde die Siedlung dann benannt.

## Infrastruktur
Es gibt mehrere Schulen, darunter die Sky View High School. Außerdem gibt es einen Park.

## Sehenswürdigkeiten

### Smithfield Tabernakel

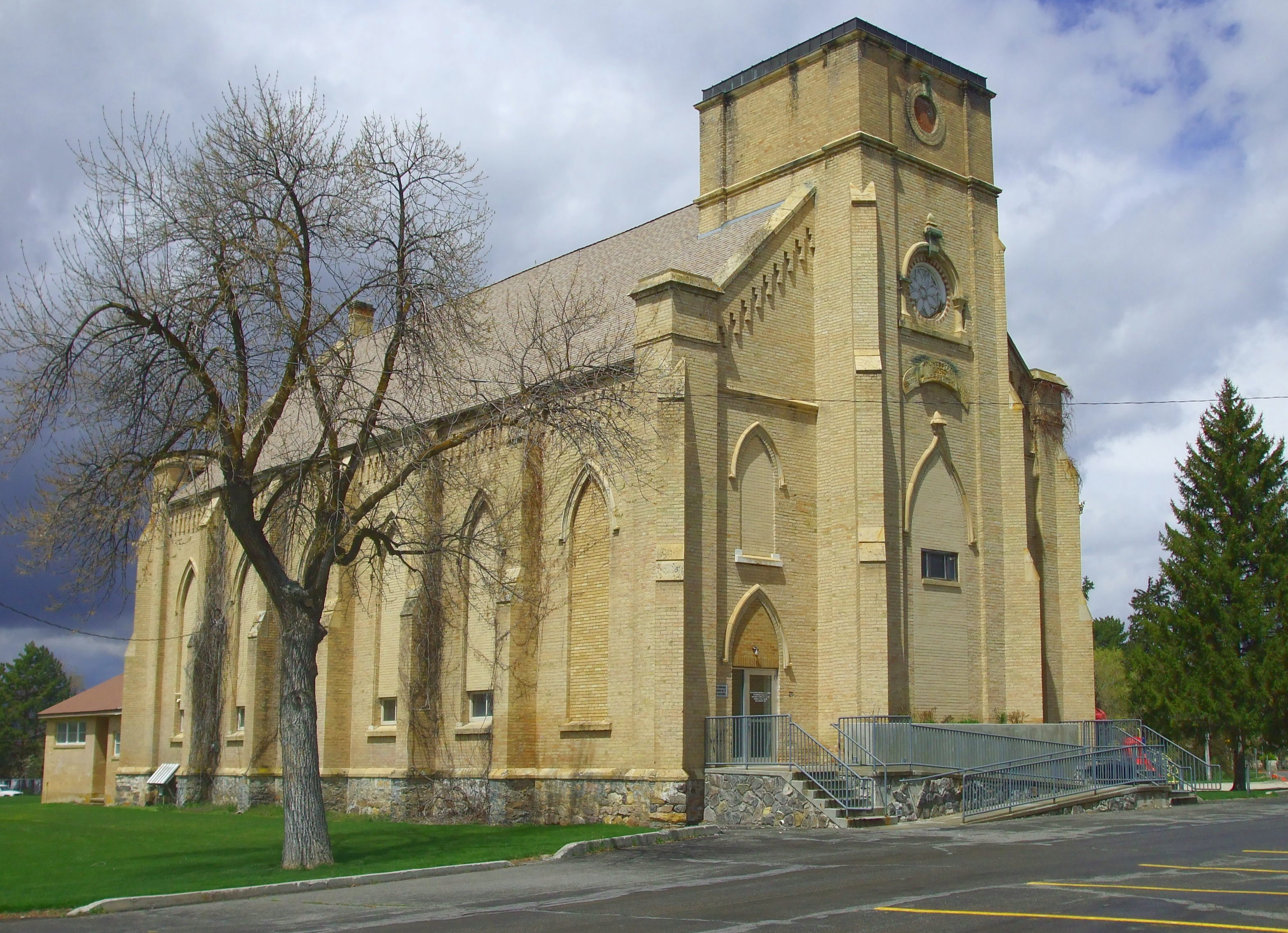
Smithfield Tabernakel

Das Gebäude wurde zwischen 1881 und 1902 erbaut. Das Gebäude wurde 1906 als Versammlungsgebäude geweiht. Derartige Gebäude, von denen in den USA noch 42 erhalten sind, kennzeichneten Gemeinden, deren Siedler mehrheitlich der Kirche Jesu Christi der Heiligen der Letzten Tage angehörten. In den 1950er Jahren machte man einen Erholungsbereich aus dem Gebäude, in dem nun Jugendliche Basketball spielen konnten. 1985 übertrug die Kirchenorganisation das Gebäude der Stadt. Dann wurde das Gebäude als Jugendzentrum genutzt, bis dafür ein moderneres Gebäude gebaut wurde. Heute dient das Gebäude u. a. zur Lagerung von Sportausrüstung. Anfang der 2010er Jahre kamen Gerüchte über einen bevorstehenden Abriss auf. Seitdem bemüht sich der örtliche Geschichtsverein um den Erhalt des Gebäudes.

### Weitere Gebäude
Im National Register of Historic Places stehen: Carnegie-Bibliothek, Douglas Mercantile, Ewing House, Gemarkungsbüro.